# Рождественное (Тутаевский район)
В Ярославской области есть ещё одна деревня Рождественное, в Некрасовском районе и 6 деревень с названием Рождественно
Рождественное (на топокарте Рождествено) — деревня Артемьевского сельского округа Артемьевского сельского поселения Тутаевского района Ярославской области .
Деревня находится на западе сельского поселения, к северо-западу от Тутаева. Она расположена с юго-западной стороны от федеральной трассы Р151 Ярославль—Рыбинск, при пересечении с рекой Эдома. Деревня стоит на левом западном берегу реки Эдома, которая протекает в глубокой долине. Устье реки находится на расстоянии около 2 км к северу. По левому берегу от деревни до устья, с другой стороны трассы расположены деревни Большое и Малое Титовскоее. Также на противоположном правом берегу, но с юго-западной стороны от трассы стоит деревня Артемьево. Деревня стоит на левом северном берегу небольшого (длиной около 2 км) левого притока Эдомы, текущего в глубоком овраге с запада на восток. На противоположном южном берегу этого ручья на топокарте обозначена молочная ферма .
Долина реки Эдома является одной из основных пейзажных достопримечательностей района. Здесь сформировались живописные картины самосевных насаждений, которые  органично чередуются с участками пойменных лугов. В перечень «Особо охраняемых природных территориях Ярославской области», утвержденный постановлением Администрации Ярославской области от 21.01.2005 г. №8  включена долина реки Эдома от автомобильного моста до устья .
Деревня указана на плане Генерального межевания Борисоглебского уезда 1792 года. На противоположном берегу ручья, там где позднее была построена молочная ферма, на плане показана деревня Иванищева. В 1825 Борисоглебский уезд был объединён с Романовским уездом. По сведениям 1859 года деревня относилась к Романово-Борисоглебскому уезду .
На 1 января 2007 года в деревне Рождественное числилось 50 постоянных жителей . По карте 1975 г. в деревне жило 30 человек.  Почтовое отделение, находящееся в деревне Столбищи, обслуживает в деревне Рождественное 41 дом .